# Paramysis mihaii
Paramysis mihaii är en kräftdjursart som beskrevs av Voicu 1974. Paramysis mihaii ingår i släktet Paramysis och familjen Mysidae. Inga underarter finns listade i Catalogue of Life.